# L. A. – Přísně tajné
L. A. – Přísně tajné (v anglickém originále L.A. Confidential) je americký film režiséra Curtise Hansona z roku 1997 natočený podle stejnojmenné knihy Jamese Ellroye. Vypráví příběh losangeleské policie v 50. letech.

## Děj
Film se odehrává v 50. letech 20. století a točí se okolo tří příslušníků Los Angeles Police Department (LAPD) do korupce, sexu, lží a vraždy, což následuje po několikanásobné vraždě v podniku Nite Owl. Příběh zahrnuje také organizovaný zločin, politickou korupci, drogy, prostituci, pornografii, rasismus v institucích, denní bulvární novinařinu, což vše má za následek mnoho dalších mrtvých.
Seržant Edmund Exley, syn legendárního detektiva LAPD, je sám velmi dobrým policistou odhodlán předčit svého otce. Jeho inteligence, vzdělání, brýle, lpění na předpisech a chladné chování ho sociálně izolují od ostatních příslušníků policie. Situaci si ještě zhorší, když dobrovolně svědčí proti svým kolegům, když noviny odhalí jejich brutalitu, za což si vynutí také povýšení na poručíka detektivů, navzdory radám kapitána Dudleyho Smithe. Ten si myslí, že Exleyho čestnost a "donašečství" budou proti němu, když bude chtít detektivy vést.
Policista Wendell "Bud" White je násilný a nejobávanější muž v LAPD. Jeho parťák Dick Stensland byl šéfem policie Thadem Greenem a okresním návladním Ellisem Loewem použit jako obětní beránek v případu, ve kterém Exley svědčil. Bud se plánuje Exleymu pomstít. Začne se zajímat také o případ Nite Owl, protože jednou z obětí je Stensland. Bud je posedlý trestáním mužů, co bijí ženy, jeho temperament často přemůže jeho myšlení.
Seržant Jack Vincennes je uhlazený a populární hollywoodský policista, který pracuje jako technický poradce televizní show Odznak cti, často také spolupracuje s Sig Hudgensem, reportérem časopisu Tiše, tiše. Vincennes často dostává provize za, často zinscenované, zatýkání celebrit, což přitahuje k časopisu čtenáře, a také více slávy a peněz pro něj. Když při jedné takové akci zemře mladý herec, vinou dostižený Vincennes se rozhodne zjistit, kdo je za to zodpovědný.
Všichni tři policisté postupně začnou vyšetřovat Nite Owl a souběžné události a všichni tři začnou objevovat stopy korupce okolo sebe. Exley se snaží dosáhnout absolutní spravedlnosti. Bud White se dostane k Lynn Brackenové, ženě podobné Veronice Lake a zároveň call girl, která má vazby k případu. Postupně odhalí silnou korupci ve vedení města i policie, do které je zapleten také jejich velitel kapitán Dudley Smith.

## Obsazení
| Kevin Spacey            | Jack Vincennes                |
| Russell Crowe           | Wendell "Bud" White           |
| Guy Pearce              | Edmund Jennings "Ed" Exley    |
| Kim Basinger            | Lynn Brackenová               |
| James Cromwell          | Dudley Liam Smith             |
| Danny DeVito            | Sig Hudgens                   |
| David Strathairn        | Pierce Morehouse Patchett     |
| Ron Rifkin              | Ellis Loew                    |
| Graham Beckel           | Richard Alex "Dick" Stensland |
| Paul Guilfoyle          | Meyer Harris "Mickey" Cohen   |
| Matt McCoy              | Brett Chase                   |
| Paolo Seganti           | Johnny Stompanato             |
| Simon Baker             | Matt Reynolds                 |
| Darrell Sandeen         | Leland "Buzz" Meeks           |
| Marisol Padilla Sánchez | Inez Soto                     |